# Mircea Lerian

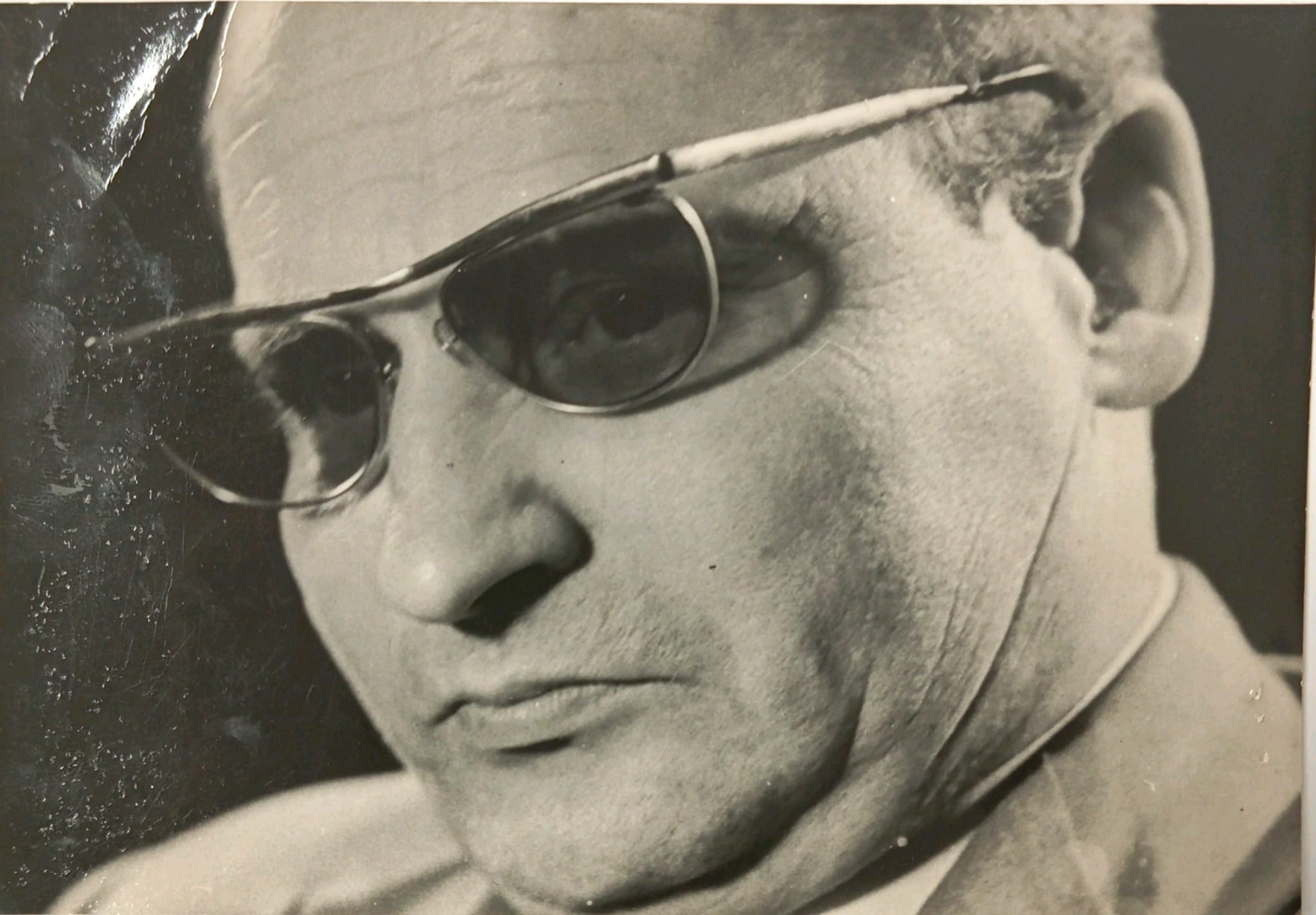

Mircea Lerian (n. 25 octombrie 1929, Buzău, România - d. 31 mai 1988, Buzău, România) a fost un scriitor român, scenarist, regizor de filme documentar-artistice și emisiuni TV.

## Date biografice
Mircea Lerian s-a născut pe 25 octombrie 1929 la Buzău și a decedat pe 31 mai 1988 la Buzău. Este pseudonimul literar al lui Mircea Harpalete, prozator, dramaturg, poet (membru al Uniunii Scriitorilor din România), scenarist, regizor de filme documentar-artistice și emisiuni TV, publicist, , pictor amator. Copilăria a trăit-o în curtea rafinăriei Saturn. Tatăl, Harpalete Constantin, era învățător. Nevoit să lucreze în multe sate, Mircea Lerian a învățat câte o clasă sau două la școlile din Meteleu, Pogoanele, Mizil, Baba Ana sau Gura Vadului. Au urmat cursuri la licee din București și Mediaș. A absolvit Școala de literatură, în promoție cu Ion Horea, Ion Lăncrăjan, Remus Luca, Alexandru Căprariu.

## Activitate profesională
A fost învățător în satul Trestioara, județul Buzău. În perioada 1 octombrie 1953-20 martie 1955 a fost director al Muzeului de istorie Tulcea.
Din anul 1970 colaborează cu Radioteleviziunea română, fiind scenarist și regizor a peste o sută de filme documentar-artistice, reportaje și emisiuni.
Pasionat de istorie și arheologie, a efectuat cercetări despre Vicina și Tezaurul de la Pietroasa.  
Neamintind niciun detaliu  despre  biserica rupestră din Armenia, se preocupă de complexul rupestru de la Aluniș, oferind o descriere și un scurt istoric. Menționează că Bisericuța de la Aluniș sculptată în stâncă de doi ciobani la 1277, „Piatra lui Dionisie”, „Peștera lui Iosif”, „Piatra Agathonului” – sunt nume ce amintesc de un ținut cu străvechi rezonanțe monahale. 

## Opera
- Țepeș: trilogie: [Țepeș Vodă, Țepeș  captiv, Moartea lui Țepeș] București: Cartea Românească, 1973[9][10]
- Din prima până în ultima clipă: roman. București: Cartea Românească, 1988

Piese jucate pe scenele teatrelor din țară: 
- Simfonia a V-a 15 ianuarie1961 - UNATC "I. L. Caragiale" București[11]
- Simfonia a V-a  13 aprilie 1961 - Teatrul de Vest Reșița[11]
- Operațiunea Delta, 6 decembrie 1986 - Teatrul "Fani Tardini" Galați[12][13]
- Hoțul: teatru radiofonic - 1969[14]
- Atunci, la Alba Iulia: teatru radiofonic - 1975[15]